# Nyodes nigrioides
Nyodes nigrioides là một loài bướm đêm trong họ Noctuidae.